# Кім Чен Сук

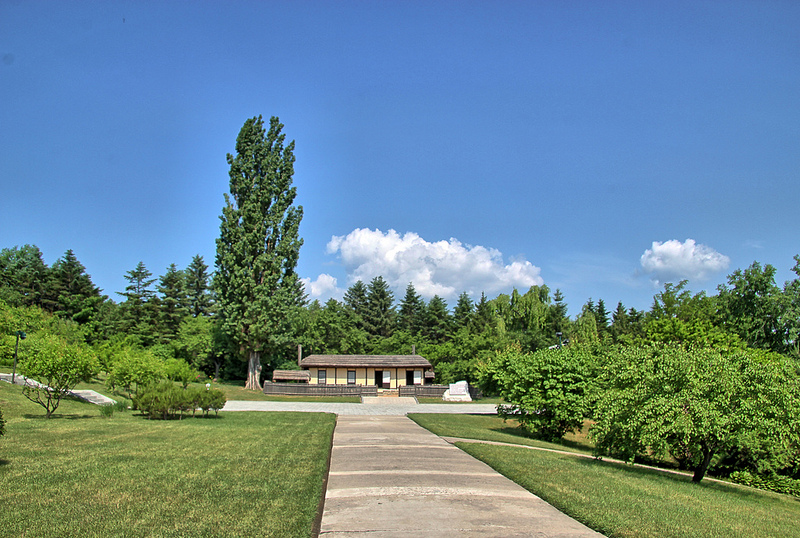
Місце народження Кім Чен Сук у Хоеронгу

Кім Чен Сук (кор.: хангиль: 김정숙, ханча: 金正淑; 24 грудня 1917 — 22 вересня 1949) — корейська антияпонська партизанка, комуністична активістка, перша дружина північнокорейського лідера Кім Ір Сена, мати колишнього лідера Кім Чен Іра та бабуся нинішнього лідера Кім Чен Ина.

## біографія
Кім Чен Сук народилася напередодні Різдва 1917 року в окрузі Хверьон, провінція Північний Хамгьон, Японська Корея. Су Де Сук пише, що вона була «старшою з двох дочок бідного фермера». Однак Корейське центральне інформаційне агентство (KCNA) стверджує, що у неї був молодший брат Кім Кі Сонг (김기송), який народився 9 лютого 1921 року.
Кім Чен Сук пішла за своєю матір'ю в Маньчжурію, щоб шукати її батька, але вони виявили, що він уже помер там. Незабаром після цього померла її мати, і вона залишилася сиротою. Більшість джерел погоджуються, що Кім Чен Сук приєдналася до партизанських сил Кім Ір Сена в 1935 або 1936 роках як помічниця на кухні. Однак KCNA повідомляє, що Кім Чен Сук і Кім Кі Сон приєдналися до партизанських сил після того, як їх матір і дружину старшого брата вбили японці.
Упродовж цього часу Кім Чен Сук працювала на різних випадкових роботах і була заарештована японцями в 1937 році під прикриттям, намагаючись отримати їжу та припаси. Після звільнення знову пішла в партизани, де куховарила, шила, прала.
Як повідомляється, приблизно в цей час Кім Чен Сук врятувала життя Кім Ір Сена. Байк Бон розповідає історію в офіційній біографії Кім Ір Сена:
Одного разу, під час маршу підрозділу під командуванням генерала [Кім Ір Сена], п'ять-шість ворогів несподівано підійшли крізь очерет і поцілили в генерала. Небезпека була неминуча. Не втрачаючи ні хвилини, товариш Кім Чен Сук власним тілом прикрила генерала і з револьвера підстрелила ворога. Генерал збив і другого ворога. Два револьвери по черзі кинули вогонь і миттєво знищили ворога. Але це був не єдиний раз, коли такі небезпеки траплялися, і кожного разу товариш Кім Чон Сук з люттю вставав на користь і захищав штаб революції, ризикуючи своїм життям.

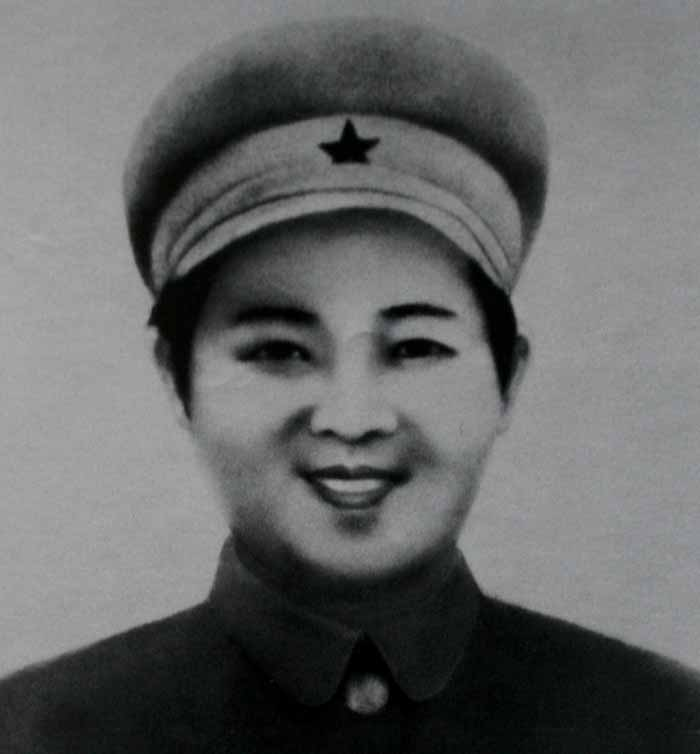
Кім Чен Сук у молодості

Кім Чен Сук одружилася з Кім Ір Сеном у Радянському Союзі, швидше за все, у 1941 році 16 лютого 1941 р. (або 1942 р., джерела відрізняються) у радянському селі Вятське Кім Чен Сук народила Кім Чен Іра, якому дали російське ім'я «Юрій Ірсенович Кім» і прізвисько «Юра». У 1944 році Кім Чен Сук народила Кім Ман Іра корейською мовою та «Олександр» або «Шура» російською. У 1946 році вона народила доньку Кім Ген Хі. Августина Вардугіна, жінка з Вятського, була підлітком, коли там стояв партизанський загін Кім Ір Сена. Вона пам'ятає Кім Чен Сук і те, як вона приходила в село, щоб обміняти військовий пайок на курку та яйця. Її син Кім Чен Ір тримав її за руку.
Через рік після створення Корейської Народно-Демократичної Республіки (КНДР) і до самої смерті Кім Чен Сук була першою леді Північної Кореї. За деякими даними, Кім Чен Сук «була маленькою, тихою жінкою, не особливо освіченою, але доброзичливою та життєлюбною». Генерал-майор М. Г. Лебедєв, виконавчий радянський офіцер під час радянської окупації Північної Кореї, згадував Кім Чен Сук як «жваву та щедру жінку, яка завжди готувала величезну кількість їжі для голодних радянських генералів, коли вони відвідували дім Кіма».

### Смерть

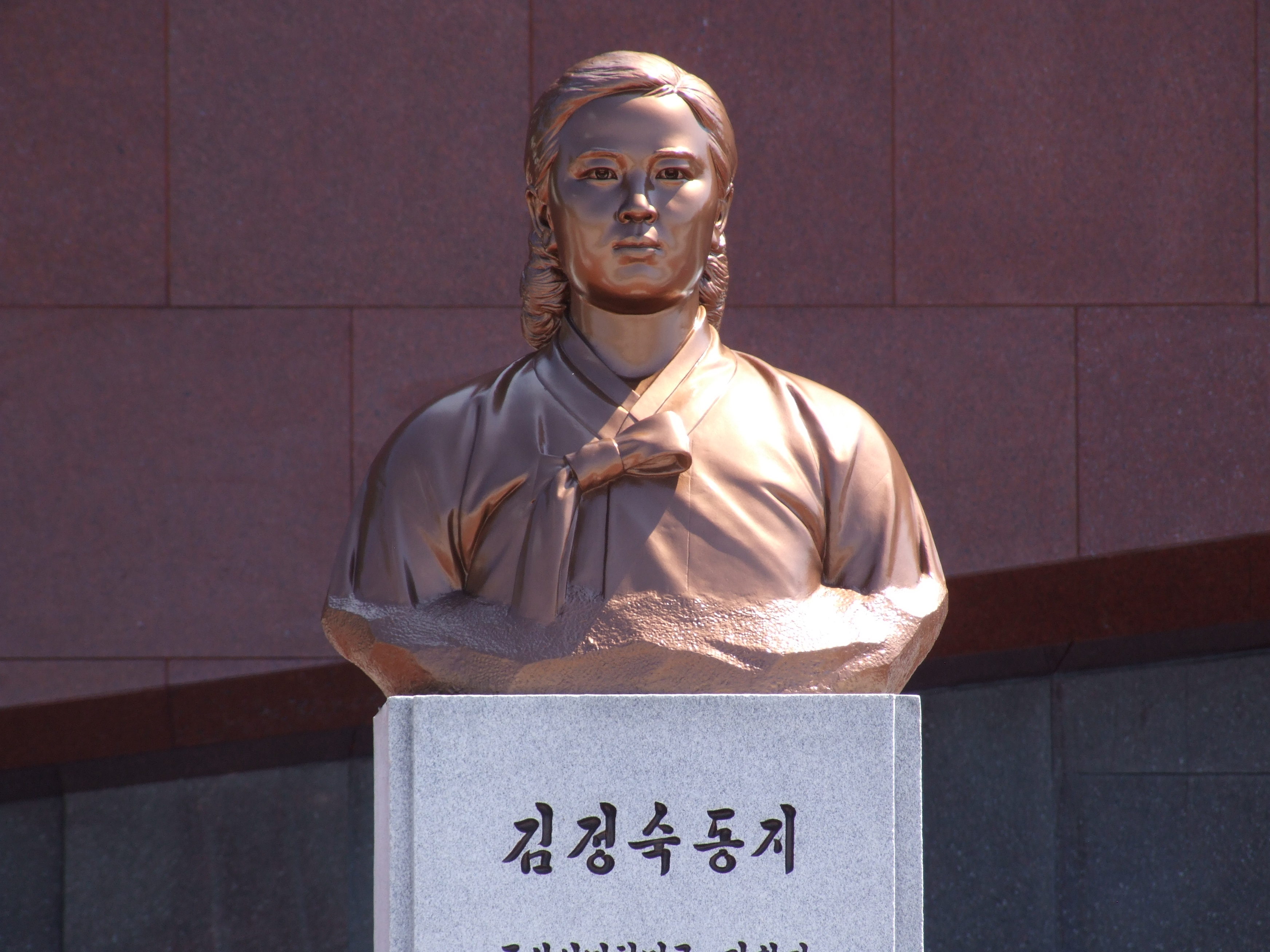
Могила Кім Чен Сук на кладовищі революційних мучеників

У коментарях до одного з видань офіційної автобіографії Кім Ір Сена «Зі століттям» зазначено, що вона померла від позаматкової вагітності 22 вересня 1949 року. За словами Гарролда, вона померла від «тягот, які вона пережила протягом багатьох років, як партизанка».

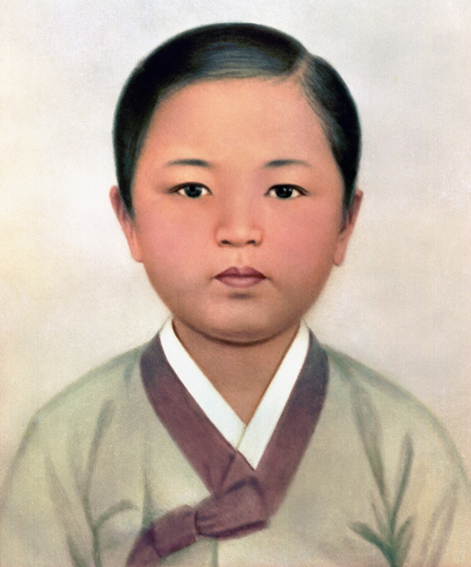
Кім Чен Сук у дитинстві

## Спадщина
Після того, як Кім Чен Ір став наступником Кім Ір Сена, він почав перетворювати свою матір Кім Чен Сук на «безсмертного революціонера». Ця кампанія створила "святу трійцю", відому як «Три генерали». Замість того, щоб рекламувати Кім Чен Сук як тиху жінку, якою вона була, вона стала героїнею революції. На вебсайті Національного демократичного фронту Південної Кореї (NDFSK) йдеться, що вона була «незрівнянною героїнею… антияпонською героїнею… вірним васалом, яка сумлінно виконувала волю генерала Кім Ір Сена, але також рятувальниця, що берегла генерала від кожного небезпечного руху».
Зафіксовано, що Кім Чен Сук «провела інструктажі на місці» і була «чудовим стратегом». У її рідному місті Хоерон «музей, бібліотека, статуя, площа та будинок, у якому вона народилася», «присвячені „Матері Кореї“». Вона влаштувала парашутну підготовку і виграла кілька змагань зі стрільби. Одна історія розповідає, що вона прала шкарпетки Кім Ір Сена і сушила їх у себе за пазухою, або стригла волосся і розкладала їх у черевиках Кім Ір Сена.
Майкл Гарролд у своїх мемуарах «Товариші та незнайомці» розповідає кілька історій, які він почув про Кім Чен Сук під час перебування в Північній Кореї. За його словами, біля гори Кумгансан є меморіал, який вказує на те, де Кім Чен Сук зупинилася, «коли вона зрозуміла, що забула принести обід великого лідера, і повернулася, щоб приготувати щось поїсти, коли він повернеться з гір». Кім Чен Сук також приписують те, що вона надихнула Кім Чен Іра на будівництво готелю Рюгьон. Гарролд розповідає, що Кім Чен Сук сказала молодому Кім Чен Іру, що він «повинен побудувати високі будинки для людей, у 30 або навіть 40 поверхів», і син відповів, що він побудує житло у 100 поверхів. Це призвело до будівництва 105-поверхового готелю Рюгьон, який досі не відкрито.
1 червня 2015 року газета Daily NK повідомила, що обручка Кім Чен Сук зникла з Музею корейської революції у Пхеньяні десь наприкінці травня. Важливе значення мають речі, що належать ключовим діячам сім'ї Кім. У 2010 році державне телебачення показало шоу, присвячене історії за кільцем, яке, нібито, подарував їй Кім Ір Сен у 1938 році за її роль в антияпонському партизанському русі.
На її честь названо багато місць у Північній Кореї, зокрема повіт Кімджонсук, Військово-морська академія Кім Чен Сук, Педагогічний коледж Кім Чен Сук, Будинок відпочинку Кім Чен Сук та Пхеньянська шовкова фабрика Кім Чен Сук.

### У північнокорейських новинах

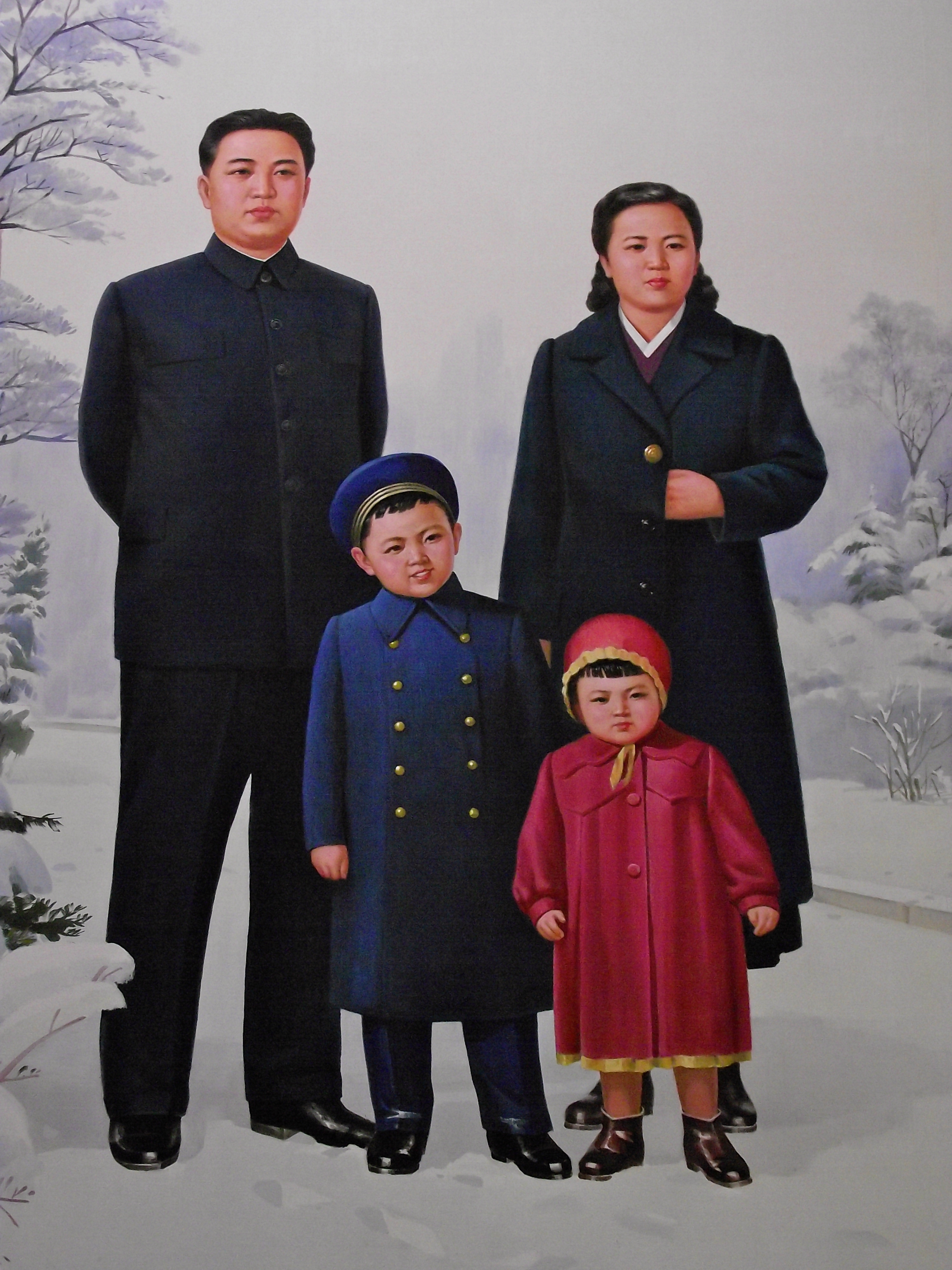
У Північній Кореї Кім Чен Сук шанують як матір Кім Чен Іра. На фото також Кім Ір Сен і Кім Ген Хі.

У північнокорейських новинах KЦІA регулярно повідомляє про Кім Чен Сук, або вшановуючи її пам'ять, або описуючи її революційну діяльність. Нижче наведені заголовки статей про Кім Чен Сук за 2012 рік:
- Відбувся національний мітинг, присвячений Міжнародному жіночому дню: «Кім Чен Сук, герой антияпонської війни, відстоювала оригінальну ідею та політику Кім Ір Сена та зробила видатні подвиги в розвитку руху за емансипацію жінок у Кореї». (8 березня 2012)[16]
- Відображення воскової копії Кім Чен Сук: «У вівторок у Міжнародному виставковому домі дружби в Корейській Народно-Демократичній Республіці було відкрито зал із восковою копією героя антияпонської війни Кім Чен Сук». (26 квітня 2012)[17]
- Воскова скульптура, присвячена великій жінці: «Вона виконувала таємні політичні завдання, призначені Кім Ір Сеном» і «Вона виховала Кім Чен Іра як Сяючу Зірку гори Пекту, щоб підтримувати життєвий шлях Корейської революції».[18] Урядові чиновники Кім Кі Нам, секретар WPK Чхе Теа Бок, Ян Хьонг Соп і генерал KPA Пак Дже Гьонг зробили заяви на освяченні.[18] Чжан Молей, директор Музею воскових фігур Великі люди Китаю, також виступив з промовою.[18] (5 травня 2012)
- Пагорб Моран, пов'язаний із патріотичною волею незрівнянно великих людей: «2 березня 1946 року президент Кім Ір Сен, лідер Кім Чен Ір і жінка-командувач гори Пекту Кім Чен Сук разом зійшли на пагорб». (17 червня 2012)[19]
- Опубліковано збірку музичних анекдотів «Мати та пісня»: «Збірка містить чотири частини з 95 анекдотів про героя антияпонської війни Кім Чен Сук, яка боролася, вважаючи пісні могутнім дорогоцінним мечем разом зі зброєю революції та додатком до музики відповідних пісень». (18 липня 2012)[20]
- Місце революційної битви Пуджон КНДР Представлено ІТАР-ТАРС: Події на місці революційної битви Пуджон, «де Кім Чен Сук, взірець відданого захисту лідера, вела революційну діяльність». (7 серпня 2012)[21]
- Іноземні організації оцінили життя Кім Чен Сук: «Бразильська організація та регіональний орган опублікували на своїх вебсайтах спеціальні коментарі з нагоди 63-ї річниці смерті Кім Чен Сук, героя антияпонської війни». (2 жовтня 2012)[22]

## Нагороди
- Герой Республіки, 21 вересня 1972 (посмертно)[23][24]
- Орден Державного Прапора (І ступеня з ланцюжком на шию)[25]